# Pierre Lahoussaye
Pierre Lahoussaye né Pierre-Nicolas Housset le 12 avril 1735 à Paris, et mort fin de l'année 1818 est un violoniste, compositeur et chef d'orchestre français.

## Biographie
Musicien d'abord autodidacte, il prit des leçons des violonistes Étienne Piffet et André-Noël Pagin qui l'introduisirent parmi les musiciens du Comte de Clermont. Passionné par l'œuvre de Giuseppe Tartini, il suivit en Italie, le Prince de Monaco et se rendit à Padoue où il put suivre les cours prodigués par son idole. Rappelé à Parme par son protecteur, il y prit des cours de composition auprès de Tommaso Traetta et y écrivit des airs de ballet qui furent exécutés pour la cour de l'infant Dom Philippe ou pour des patriciens de Venise. Il revint à Padoue pour suivre l'enseignement de Giuseppe Tartini, d'où il partit pour l'Angleterre en 1769. 
En 1776, il se réinstalla à Paris et fut choisi en 1777 pour diriger l'orchestre du « Concert Spirituel », et en 1781, les musiciens de l'Opéra-Comique qu'il dirigea jusqu'en 1790. Il partagea, jusqu'en 1792, la charge de maître de l'orchestre de Monsieur, alors Comte de Provence, puis exerça seul la direction de l'orchestre du Théâtre Feydeau. La réunion de cette salle et de la salle Favart, en 1801, fut le prétexte pour le chasser de son emploi. Il perdit quelques années plus tard son poste de professeur au conservatoire et mourut dans la misère.

## Sources et références
- Biographie universelle et portative des contemporains, ou Dictionnaire Historique des Hommes Vivants et des Hommes Morts de 1788 à nos jours, Rabbe, Boisjoslin, Sainte-Preuve, Tome Troisième, F. G. Levrault, Paris et Strasbourg, 1854.
- François-Joseph Fétis:Biographie universelle des musiciens et bibliographie générale de la musique (1867)